# Lycée Otero Pedrayo
Le lycée Otero Pedrayo est un lycée situé à Orense, en Espagne. Il porte le nom de l'écrivain Ramón Otero Pedrayo. Il se trouve à côté du jardin du Posío, situé dans le quartier du même nom.

## Histoire
Ce bâtiment a été construit en plusieurs étapes au fil du temps pour accueillir les études secondaires de la ville d'Orense. Le lycée a été créé par le décret royal du 30 octobre 1845 dans le cadre du plan d'études générales (plan Pidal), qui prévoyait la création d'un lycée dans chaque capitale provinciale. Au début, il était situé dans l'ancien couvent San Ferdinand des Jésuites (actuellement rue Valentin Lamas Carvajal), partageant des installations avec la bibliothèque publique et le séminaire conciliaire.
En 1869, le conseil provincial d'Ourense a décidé d'allouer des fonds pour la construction du bâtiment actuel. Le bâtiment a été inauguré en 1896 et a commencé à abriter le lycée, l'école des arts et métiers, l'école normale et la bibliothèque publique. Au cours de l'année scolaire 1904-1905, les premiers élèves ont été inscrits. Pendant cette période, des personnages illustres de l'histoire de Galice, tels que Ramón Otero Pedrayo, Vicente Risco et d'autres membres du groupe Nós, sont passés par l'établissement.
Dans la nuit du 7 décembre 1927, un incendie s'est déclaré dans la bibliothèque et s'est propagé dans le bâtiment affectant notamment la bibliothèque, la salle des professeurs et l'école des arts et métiers. Les fonds des monastères de Celanova, Oseira, Melón, San Clodio, San Domingos et San Francisco, qui avaient été collectés par l'abbé exclaustré de Celanova Bonifacio Ruiz après le dessamortissement de Mendizábal, ont été perdus. L'édifice a été complètement refait à neuf et tout ce qui se trouvait dans ces pièces a été démoli, ce qui a fait que la seule utilisation de ce bâtiment soit à partir de ce moment-là celle d'un lycée.
En 1966, le bâtiment a pris le nom de lycée pour jeunes filles en raison de l'ouverture du lycée pour garçons dans le quartier de A Ponte.

## Description
Il s'agit d'un bâtiment rectangulaire. À l'extérieur la façade est éclectique et classique. L'élément le plus remarquable est le corps central de la façade principale, qui abrite l'entrée. Il possède trois portes avec des arcs en plein cintre, les deux portes latérales à linteaux. Au premier étage, il y a trois portes qui s'ouvrent sur un grand balcon à balustrade en pierre, au-dessus de l'entrée. La partie supérieure de ce corps central se termine par un fronton triangulaire avec les armoiries d'Orense, couronné par une horloge dans une tourelle.

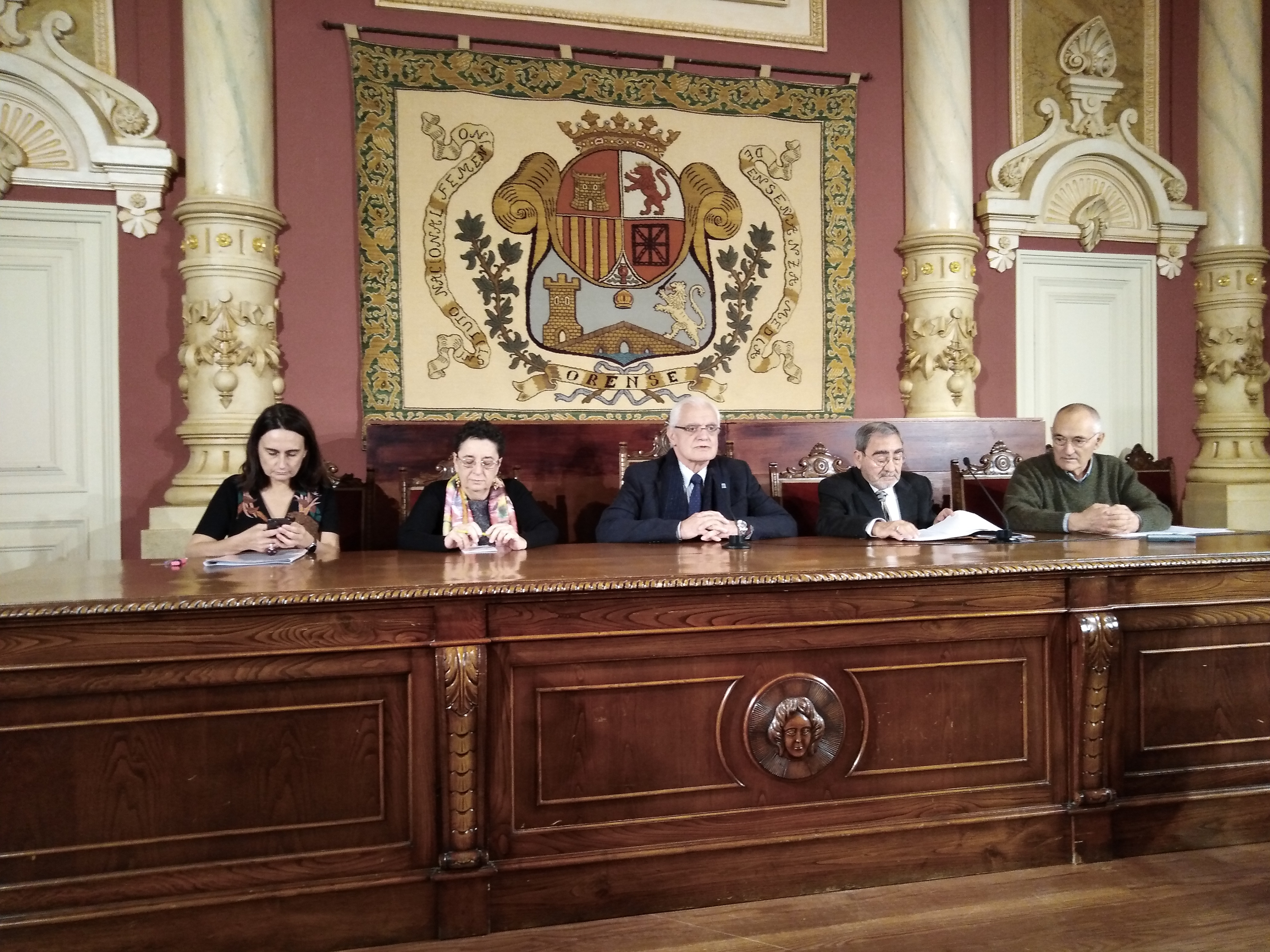
Paraninfo de l'établissement.

L'intérieur est organisé autour de deux cours rectangulaires. L'édifice possède un escalier impérial central avec une balustrade en pierre. Le bâtiment dispose de plusieurs salles telles que :
- Le Paraninfo (salle de conférences), inspiré des théâtres du XIXe siècle de style art nouveau. Il est distribué dans un espace rectangulaire et présente un plan basilical dans lequel se trouvent la zone des sièges et deux nefs latérales. La partie supérieure abrite les bustes qui seraient placés dans les niches supérieures, choisissant un représentant pour chaque science et présidant à toutes les icônes, le Père Feijoo d'un côté et, de l'autre, Miguel de Cervantes. Sur les côtés se trouvent les bustes de Jorge Juan, Columela, Herrera, Juan Cabanilles, P. Mariana, Nebrija, Hernández, Murillo, Orfila et Balmes[3].
- Bibliothèque : située au premier étage du lycée, à l'avant du bâtiment, elle abrite un grand nombre de livres et de manuels et occasionnellement quelques expositions.

## Galerie

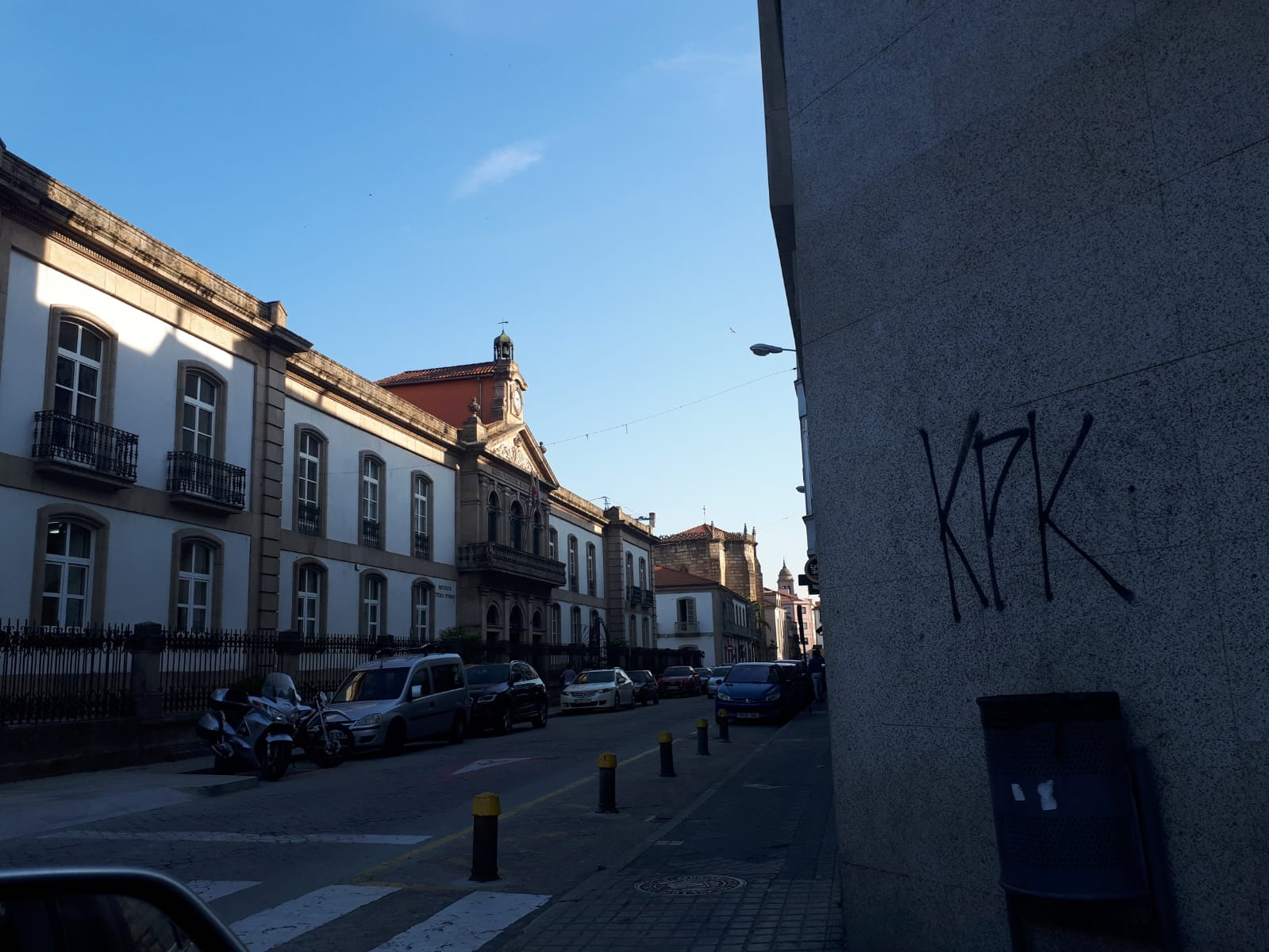
Façade principale rue Padre Feijóo
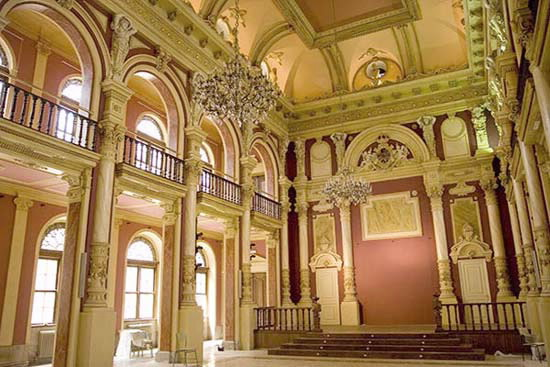
Salle de conférences de l'établissement (Paraninfo)
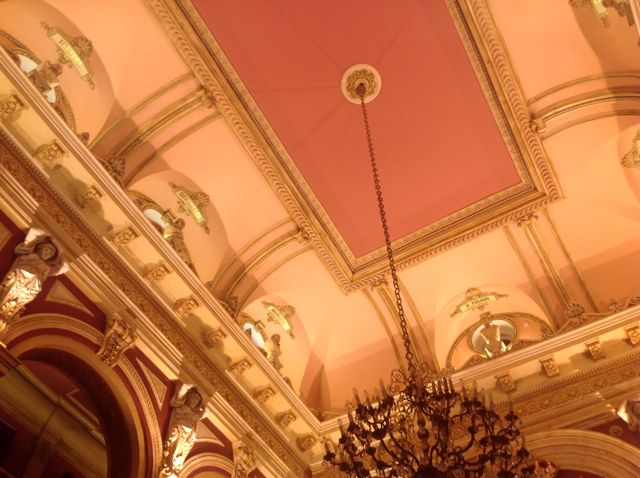
Plafond du Paraninfo (salle de conférences)

## Voir également